# CM-41 (Spanje)

De CM-41

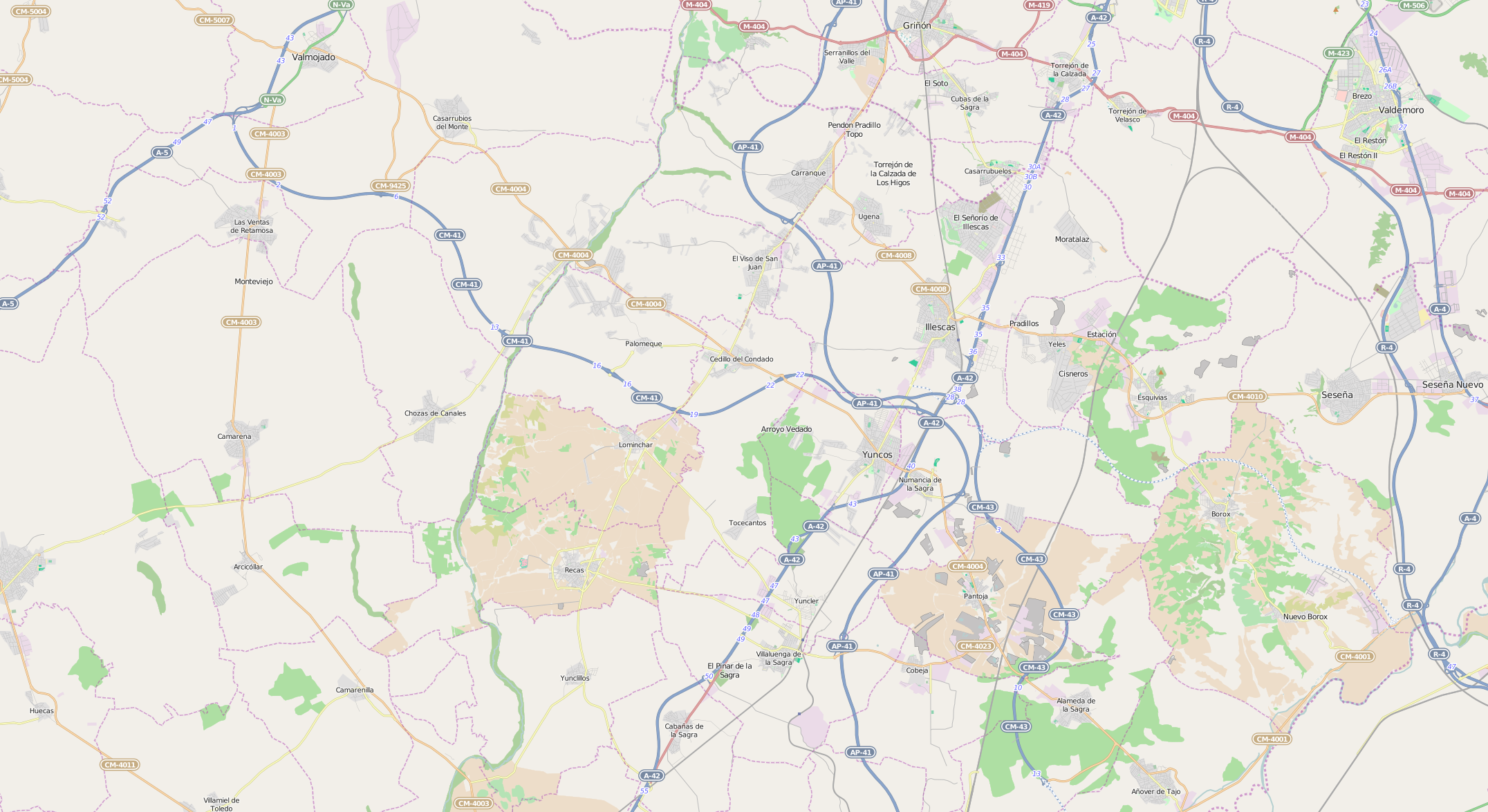

De CM-41 of de Autovía de la Sagra is een autovía in Castilië-La Mancha over een afstand van 30 kilometer. De snelweg werd opengesteld in 2010 en verbindt de A-5 nabij Valmojado met de AP-41 en de A-42 in Illescas. De laatste dertien kilometer van de weg dragen het wegnummer CM-43.